# Kœnigsmark (film, 1935)
Pour les articles homonymes, voir Kœnigsmark.
Pour plus de détails, voir Fiche technique et Distribution.
Kœnigsmark est un film français réalisé par Maurice Tourneur, sorti en 1935.

## Synopsis
Vignerte, précepteur à la cour d'une principauté germanique, tombe amoureux de la princesse Aurore, dont le premier mari est mort dans des circonstances mystérieuses. Vignerte soupçonne le frère du défunt.

## Fiche technique
- Titre original : Kœnigsmark
- Réalisation : Maurice Tourneur
- Assistant : Jean-Paul Le Chanois
- Scénario : André-Paul Antoine, René Champigny[1] et Léonce Perret d'après le roman éponyme de Pierre Benoit
- Décors : Lucien Aguettand
- Photographie : Victor Arménise
- Son : Carl S. Liverman[2]
- Montage : Marguerite Renoir
- Musique : Jacques Ibert (non crédité)
- Producteur : Roger Richebé
- Société de production : Les Films Roger Richebé
- Pays de production :  France
- Langue originale : français
- Format : Noir et blanc — 35 mm — 1,37:1 — Son : Mono
- Genre : Film dramatique
- Durée : 115 minutes
- Date de sortie : 
  - France : 5 décembre 1935
- Affiches : Henri Cerutti, Jean-Adrien Mercier (France)

## Distribution
- Elissa Landi : la princesse Aurore
- John Lodge : le grand-duc Frederic
- Pierre Fresnay : Raoul Vignerte
- Antonin Artaud : Cyrus Back
- Jean-Max : le commandant de Boose
- Jean Yonnel : le grand-duc Rodolphe
- Jean Debucourt : le lieutenant de Hagen
- André Dubosc : le roi
- Marcelle Rogez : la comtesse Mélusine
- Georges Prieur : le prince Tumène
- Roger Puylagarde : De Marçais

## Autour du film
- Ce film est un remake du film Kœnigsmark de Léonce Perret (1923) avec Huguette Duflos et Jaque Catelain.
- Léonce Perret aurait dû réaliser la version de 1935, mais il est mort avant le début du tournage[3].
- Il existe aussi une version en anglais du film, réalisée simultanément par Maurice Tourneur, produite par Capitol Film Corporation, d'une durée de 95 minutes avec une distribution quasiment identique (Cf. lien externe British Film Institute ci-dessous).
- C'est le dernier film auquel participa l'acteur et écrivain Antonin Artaud.[réf. nécessaire]